# Протестний рух «шістдесятників» у Сумах
Протестний рух «шістдесятників» у Сумах – одна із форм протистояння сумської громади  комуністичній авторитарній системі. 

## Історія
Як згадується у збірнику «Інакодумство на Сумщині»  у Сумському регіоні діяли різні рівні інакодумства: простонародні та дисидентські. Дисиденти займалися розповсюдженням листівок, (розглядалася можливість створення підпільних організацій, але до цього не дійшло), друк «самвидавів». Простонародний, чи «побутовий»  спротив зводився до «антисовєцьких» розмов у малих групах («кухонний спротив»). 
За класифікацію рух інакодумства на Сумщині розподілявся на: національний, релігійний, соціально-економічний. Відзначалися групи творчої інтелігенції, які відмовлялися у своїй роботі служити комуністичним ідеям і ритуалам. 
Суми, на відміну від великих міст: Київ, Харків не мало постійної присутності іноземних журналістів, дипломатів, туристів, тому не мали захисту через іноземну пресу, через це у каральних органів були більше розв’язані руки, а звідси більш жорстоке ставлення до об’єктів «розробок», а потім підсудних. 
Місцем збору «антисовєтчиків» зазвичай були квартири, паркові зони. Найбільше відомі це «квартира Царика», що на Комсомольській 50 і художня майстерня на вул.. Лєніна (тепер вул.. Петропавлівська, майстерня Анатолія Івченка (тепер  Прокопчука О.Г.) ). У квартирі на Комсомольській постійно збиралися представники творчої інтелігенції Сум, зокрема: поет Микола Данько, поет Володимир Затуливітер, поет і педагог Анатолій Семенюта, вчений-краєзнавець Геннадій Петров, літературний критик Віктор Баранкін. Це помешкання постійно перебувало під контролем КДБ, гурток періодично відвідували «сексоти», результатом стало те, що у  середині 60-х Царика і Семенюту засудили за сфабрикованими справами. 
| В 1960-1961 рр. у мене, в помешканні по вул.. Комсомольській 50, в Сумах, збиралися мої друзі-однодумці – і по мисленню, і по спільних інтересах. Всі ми захоплювалися літературою, журналістикою, мистецтвом. Це випускники Львівського університету: ерудит, краєзнавець, журналіст Геннадій Петров, поет Микола Данько, випускник ДПІ поет Анатолій Семенюта та Віктор Баранкін. Звичайно, ми не були якимсь політгуртком, ми просто були літераторами, люди творчі, чесні. І однодумці. Правда, думки наші виходили за межі стереотипів рабськи переляканого суспільства. І саме через те, всі ми стали жертвами того режиму. Бо крім талантів мали і громадську позицію…» Юрій Царик. |
Після ув’язнення квартиру Царик втратив. 
У художній майстерні Івченка також збиралися представники творчої інтелігенції, зокрема: архітектор Анатолій Сай, художник Володимир Осадчий, самодіяльний композитор Аскольд Максименко, лікар Віктор Казбан, біолог Анатолій Коломацький, художник Олег Прокопчук та інші. Спілкування було виключно українське, незважаючи, що у побуті багато хто спілкувався суржиком. Обговорювали теми: про історію України, краєзнавства, новинки української літератури, згадували академіка Андрія Сахарова, Олександра Солженіцина, Левка Лук’яненка, В’ячеслава Чорновола та інших відомих дисидентів, співали українських пісень. 
| Якихось масштабних акцій по поваленню державного устрою ми звісно не планували. Збирались, обговорювали майбутнє України. Ми всі були переконані, що незалежній Україні бути». В. Казбан. |
Надалі Віктор Казбан як депутат обласної ради був одним із ініціаторів підняття синьо-жовтого прапору над Сумською міською радою у 1990 р., про що була публікація у газеті «Аргументи і Факти» (жовтень 1990), де зазначалося: «Якщо у проросійському містечку Суми висить жовто-блакитний прапор, значить вільній Україні бути». Віктор Казбан щодо цього згадує: 
| Рада прийняла рішення, але виконавчий комітет складався у більшості із комуністів і вивісити прапор вони звісно не хотіли і боялися. Ми тоді з друзями-націоналістами власним коштом встановили опору, флагшток, пошили прапор і встановили. |
КДБ намагалося тримати під контролем, як патріотичні осередки, так і займалося активною розробкою кожного індивідуально. Засилало до гуртків своїх агентів, але нові люди зазвичай викликали підозри, тому вербували серед самих гуртківців, та теж не завжди вдало. Зазвичай сексоти самі зізнавалися, що пішли на співробітництво і таким чином ставали «подвійними агентами», через яких до КДБ «зливалася» дезінформація. 
Згадує Шевченко Олексій: 
| Загалом нас майже усіх періодично викликали до КГБ, якщо цього довго не траплялося, не висували якихось звинувачень, це могло значити, що десь поруч агент КГБ, у твоєму близькому оточенні. |
Як зазначає Віктор Казбан: 
| КГБ на нас намагалося впливати адміністративно. Наприклад на Валерія Дмитровича Сьому тиснули через мене, кілька разів викликали до «сірого дому» (КГБ) і починали: «Ви знаєте із ким спілкуєтеся?», ну й таке інше. Або ж мене викликають до глав лікаря, питають «Навіщо ви самі клали квіти до пам’ятника Шевченку?», мовляв класти треба урочисто з піонерами, з адміністрацією. А я питаю: «А якщо б до пам’ятника Лєніну один пішов покладати?» Нічого на це не відповідали. Наприклад Анатолія Коломацького, який працював тоді на Чернігівщині, теж викликав начальник і дорікав, що це він там на Сумщині націоналізмом займається. |
За словами того ж Віктора Казбана, КДБ намагалося «стукнути лобами» дисидентів. Наприклад збиралися у якійсь кав'ярні троє представників різних культурологічних напрямків: поет, журналіст, художник тощо, розмовляють на теми не пов'язані із політикою. Потім їх по одинці викликають до КДБ і починають розпитувати про що була мова у кав'ярні. І при цьому видно, що вони обізнані про зміст розмови. Казбан припускає, що у таких випадках десь за столиком поруч сидів досвідчений агент і фіксував сказане. Подібні провокації були спрямовані аби посіяти в українському середовищі недовіру один до одного. 
Тих, кого не ув'язнили убивали іншими засобами, як на прикладі Миколи Данька створювали економічний та соціальний вакуум. Позбавляли роботи, не даючи можливості знайти нову. 

| З редакції, де працював, його розрахували «за власним бажанням». Освоював, як тоді казали, суміжну професію – вантажника на вокзалі. На роботу і з роботи пробирався завулками, непомітно. Знайомі перестали його помічати, одверталися[2]. Вересневим вечором 1978-го ми з Миколою проводжали додому журналіста й поета Володимира Зутливітра та редактора обласної газети Миколу Гриценка, а жили вони в "обкомівському" будинку, на вулиці Псільській 8. Там тротуаром взад-вперед походжав міліціонер-охоронець. Данько, проходячи повз нього, голосно, щоб той почув, але, ніби розмовляючи з самим собою, спитав: - І кого ж вони тут охороняють? І від кого? Від народу? Так влада ж у нас - народна! Назавтра хлопців, мешканців будинку, викликали, куди слід. Як потім зізнався один із них — для профілактики, мовляв, знайте, з ким дружити, ви ж люди відповідальні... [3] |
Коло Геннадія Петрова відзначалося спротивом русифікації. У наполегливій формі своєму оточенню і не тільки Петров радив спілкуватися тільки українською мовою, почасти використовуючи навіть образливі епітети на зразок "напівлюдина" — тобото недолюдина, якщо живучи в Україні спілкуєшся іншою мовою, у даному випадку - російською. У свій час поет Григорій Єлишевич за поради Петрова навіть змінив прізвище, "Єлішевич" на "Єлишевич", бо таке написання відповідає українській граматиці. 
| Його гнітило, коли він, людина незрадливо україномовна, ще задовго до так званої перебудови скрізь — на вулицях, в навчальних закладах, на підприємствах чув лише російську мову. В одому із дитячих садків він з цього приводу зробив зауваження директорші і вихователям. Реакція була галопною. З ним оперативно провели «бесіду» хлопці з КДБ. Результат: Геннадія Петрова (а його постійно тримали під ковпаком) негайно виключили з аспірантури інституту мистецтвознавства, фольклору і етнографії ім. М. Рильського АН України[4]. |
Останнього удару комуністична влада мала завдати наприкінці свого існування у 1990-му. Перед ГКЧП застрелився начальник сумського КГБ Комаров, за офіційною версією помер від серцевого нападу. Пізніше його дружина навідалася до сумської «Просвіти» і розказала про причини загибелі чоловіка. За її слів перед ГКЧП Комаров отримав списки на інтернування, в яких були: народний депутат Едуард Козін, Олександр Піскун, Віктор Казбан, Олександр Воробйов та багато інших. Комаров відмовився виконувати наказ.

## Імена та репресії
Неповний список представників сумського спротиву тоталітарній системі: 
- Адамцевич Євген (1904-1972) – бандурист.
- Антоненко-Давидович Борис (1899-1984) – письменник. Арештований у 1935, засуджений до 10 років за ст. 54-11, 20-54-8 КК УРСР (співучасть у організаційній діяльності і для вчинення терористиних актів. У 1947 звільнений, 1951 – арештований і засуджений на довічне заслання до Красноярського краю за «приналежність до антирадянської терористичної організації і націоналістичну діяльність. Реабілітований у 1956. Брав активну участь у рухові шістдесятників.
- Баранкін Віктор – поет.
- Барсук Семен Миколайович – мешканець села Хотінь, сторож Хотинського райвійськкомату за ст. 54-10 ч. 1 та 69-1 ч. 1 КК СРСР за виготовлення антисовєтської листівки – 5 років позбавлення волі[5].
- Ганзін Павло Іванович – ст. 62 ч. 1 КК УРСР засуджений на 7 років заслання. [6].
- Григоров Федір – 18 квітня 1964 направлений на примусове психіатричне лікування у психоневрологічну лікарню м. Ромни. Звільнений 17 грудня 1964.
- Горинь Богдан
- Данько Микола – зазнав репресій з боку влади шляхом обмеження засобів існування.
- Дудченко Анатолій (1950) – молодий робітник із Охтирки. 31 березня 1969 заарештований за написання віршів антирадянського змісту. 27 травня 1969 кримінальна справа була закрита, обмежилося профілактичними бесідами виховного характеру.
- Завалій Володимир – свердлувальник цеху №1 Сумського насосного заводу. Кримінальна справа проти нього порушена 21 вересня 1963 за ст. 62 ч. 1 КК УРСР. Пізніше закрита за відсутністю складу злочину. Про його антирадянські висловлювання було «інформовано громадськість за місцем роботи для вжиття заходів громадського впливу».
- Зваричевська Мирослава – філолог, педагог, учасниця львівського опозиційного руху 60-х.
- Казбан Віктор – був у «розробці» спецслужб.
- Калініченко В.А. – ст. 54-10 ч. ІІ КК СРСР, засуджений 27 листопада, направлений до психоневрологічного інституту м. Харків, звідки був звільнений 8 лютого 1957.
- Кащенко Іван Омелянович – за антисовєтські промови засуджено до примусового лікування у психіатричній клініці [7].
- Криганова Алла Степанівна – вчителька.
- Кобиляков Олександр – лідер Сумського філософського ідеалістичного клубу «Мисль»
- Коломацький Анатолій Васильович – колекціонер, краєзнавець.
- Красножон Яків (1911 – 1986) – український скульптор. Автор пам’ятників Тарасу Шевченку в Сумах, Лебедині, Недригайлові.
- Крохмаль Іван Павлович – житель м. Суми, звинувачення за ст. 62 ч. 2 КК УРСР. Працюючи кочегаром у лазні №4 захоплювався життям за кордоном, засуджений до 7 років[8].
- Лукаш Микола – перекладач. Виключений зі складу організації спілки письменників за підтримку дисидента Івана Дзюби.
- Новоселов Юрій Олександрович – електромонтер із м. Шостка – ст. 62 ч. 1 КК СРСР, звинувачений в антисовєтській агітації, закликав до убивства одного із керівників КПСС, написавши на стіні в касі заводоуправління вірш. Засуджений на 3 роки.
- Нудьга Григорій (1913 – 1994) – відомий український фольклорист, літературознавець, культуролог.
- Осадчий Михайло (1936-1994) – вчений, журналіст, письменник, народився у селі Курмани Недригайлівського району. Перший раз засуджений 18 квітня 1966 до 2 років таборів суворого режиму за «антирадянську агітацію й пропаганду» (ст. 62 КК УРСР). Удруге ув’язнений у вересні 1972.
- Петров Геннадій (1936 – 1996) – публіцист, журналіст, краєзнавець. Шістдесятник.
- Полозок Іван Павлович – 19 листопада 1959 р. написав листа на ім’я Климента Ворошилова з проханням дозволити виїхати за кордон, через неможливість жити в СССР отримав 3 роки ув’язнення[9].
- Рубан Павло – засуджений за антисовєцьку пропаганду, відбуваючи строк в тюрмі «особливого режиму».
- Сахно Федосій Іванович – краєзнавець, художник, книголюб.
- Семенюта Анатолій (1937 – 1978) – поет-шістдесятник, учитель. За сфальсифікованими звинуваченнями у 1965 потрапив до в’язниці, де відбував 8 місяців. Вийшов із підірваним здоров’ям, захворівши на цукровий діабет.
- Соболєв Анатолій (1940-2000) із села Попівка Конотопського району, журналіст, краєзнавець.
- Тесленко Микола Іванович – кочегар Білопільського плодоконсервного заводу. уже відбував покарання (у 1944 за ст. 58-10 ч.2 КК РРФСР засуджений до 8 років таборів). Арештований 27 квітня 1970 р.
- Тельба Георгій – засуджений за ст. 62 ч. 1 КК УРСР (антирадянська пропаганда та агітація), до 6 років позбавлення волі. Покарання відбував у мордовському таборі ЖХ-385. відпущений 23 червня 1965.
- Ткаченко Борис (1937) – агроном, краєзнавець, публіцист із Лебедина.
- Ткаченко Микола Петрович – мешканець Сум робітник, за виготовлення та розповсюдження антисовєтської листівки від імені «групи антикомуністів», засуджений на 5 років таборів за статтею 54-10 ч. 1 УСРСР [10].
- Торяник Іван Пилипович – ст. 54-10 ч. 1 КК УРСР.
- Хвостенко Григорій (1952) – журналіст. Разом із Зоряном Попадюком видавали журнал «Поступ». Вийшло два номери, більшість статей писав Хвостенко. Після викриття у березні 1973 відрахований із університету.
- Хоменко Надія Захарівна – Хоменко Надія – вчителька Капустинської середньої школи Синівського району (тепер – Липоводолинський) Сумської області. 13 листопада 1957 засуджена за ст. 54-10 ч. 1 КК УРСР (за пропаганду або агітацію, яка полягала в заклику до повалення, підриву а бо послаблення совєцької влади) до трьох років позбавлення волі. Покарання відбувала в таборі м. Маріїнськ Кемеровської обл. РРФСР. 25 грудня 1965 р. вирок суду скасовано за відсутністю складу злочину.
- Шамрай Тамара Яківна – сум'янка, організаторка підпільних антисовєцьких гуртків серед студентської молоді.
- Шевченко Олексій – Жертва репресивної психіатрії СРСР.
- Шепілов Герасим Дмитрович – житель с. Тарасівка, В-Писарівського р-ну, Сумської обл. – 54-10 ч. 1 УК СРСР.
- Шугай Олександр (1940) – український письменник. Народився у селі Олексіївка Роменського району Сумської області.
- Фельдман Григорій Зиновійович – електрик із м. Конотопа, засуджений за розповсюдження антисовєтської пропаганди.
- Царик Юрій (1938-2014) – письменник-шістдесятник, журналіст.